# Юглон
Юглон (5-окси-1,4-нафтохинон) — природный нафтохинон.

## Свойства
Юглон представляет собой жёлто-оранжевые моноклинные кристаллы, плавящиеся при температуре 155—156 °C, малорастворим в воде, хорошо растворяется во многих органических растворителях. Легко возгоняется, перегоняется с водяным паром.

## Получение
Юглон впервые был выделен в 1856 г. из зелёной кожуры грецкого ореха (лат. Júglans régia), благодаря которому и получил своё название, в виде 5-β-D-гликозида α-гидроюглона (1,4,5-триоксинафталина). Также он содержится в орехе манчжурском, орехе сером, орехе чёрном, пекане, лапине.
Юглон выделяют из растительного сырья несколькими способами:
- кислотной экстракцией в виде гликозида гидроюглона, который выделяют эфирной экстракцией и окисляют хлоридом железа(III) до юглона
- выделением гликозидов гидроюглона водой, их гидролизом действием гидроксида калия и окислением до юглона, выделением юглона амиловым спиртом
- экстракцией смеси нафтохинонов этанолом, гидролизом действием гидроксида калия, отделением от побочных веществ хлороформом, подкислением соляной кислотой и последующим хроматографическим разделением на колонке с силикагелем

Один из способов синтеза юглона заключается в сплавлении 1,5-нафталиндисульфокислоты с гидроксидом натрия, гидролизом полученного продукта до 1,5-диоксинафталина с последующим окислением хроматом натрия.
Биохимический путь синтеза юглона протекает по мевалонатному пути из глутаминовой кислоты.
Содержание юглона определяют спектрофотометрически в растворе этанола либо хлороформа.

## Применение
Ранее юглон и другой нафтохинон плюмбагин использовались как консерванты в производстве безалгокольных напитков.
Юглон проявляет цитотоксичные свойства, его LD50 = 5 мк/кг.
Юглон благодаря наличию хиноидной структуры обладает антибиотической активностью, в частности, против Acetobacter aceti, Aspergillus flavus, Bacillus anthracoides, Candida mycoderma, Lactobacterium plantarum. Также он обусловливает аллелопатическое действие некоторых растений семейства ореховых — подавляет развитие ряда растений.